# Ärztekammer Nordrhein
Die Ärztekammer Nordrhein (ÄKNo) ist eine Körperschaft des öffentlichen Rechts in Nordrhein-Westfalen. Sie wurde für derzeit über 56.000 Ärzte in den nordrheinischen Regierungsbezirken Köln und Düsseldorf eingesetzt. Die Ärztekammern in NRW gliedern sich in die westfälische Ärztekammer Westfalen-Lippe und die ÄKNo.
Die Ärztekammer Nordrhein ist die drittgrößte Ärztekammer in Deutschland.

## Aufgaben
Die ÄKNo ist die berufsständische Selbstverwaltungskörperschaft der Ärzte in Nordrhein. Sie vertritt die Ärzteschaft in beruflichen Belangen und gestaltet und organisiert z. B. die ärztliche Weiterbildung, die Berufsordnung und die Versorgung. Neben Qualitätssicherung und Organisation der ärztlichen Fortbildung organisiert die ÄKNo die Ausbildung von Medizinischen Fachangestellten. Zudem ist die ÄKNo zuständig für die Beilegung innerärztlicher Streitigkeiten und klärt Patientenbeschwerden. 1983 wurde eine Ethikkommission bei der ÄKNo eingerichtet, die Ärzte in berufsethischen und -rechtlichen Fragen in Bezug auf medizinische Forschungsvorhaben berät.

## Einrichtungen der Ärztekammer
Seit 1958 betreibt die ÄKNO ein berufsständisches Versorgungswerk, die Nordrheinische Ärzteversorgung. Im Jahr 2013 betrug die durchschnittliche Rente der 16566 rentenbeziehenden Ärzte 2853 Euro pro Monat.
Gemeinsame mit der Kassenärztlichen Vereinigung Nordrhein unterhält die Ärztekammer die Nordrheinische Akademie für ärztliche Fort- und Weiterbildung sowie das Institut für Qualität im Gesundheitswesen Nordrhein (IQN).

## Geschichte
Die Geschichte der Ärztekammern beginnt in den 80er Jahren des 19. Jahrhunderts. Durch eine Königliche Verordnung vom 25. Mai 1887 „betreffend die Einrichtung einer ärztlichen Standesvertretung für Preußen“ war die Errichtung von Ärztekammern in jeder Provinz angeordnet worden.
Im Dritten Reich wurden die Ärztekammern durch die Reichsärzteordnung vom 13. Dezember 1935 (RGBl. I S. 1433) gleichgeschaltet. Dadurch wurden der Deutsche Ärztevereinsbund und der Hartmannbund aufgelöst. Rechtsnachfolger wurden die neu gegründete Reichsärztekammer und die Kassenärztliche Vereinigung Deutschlands. Nach dem Zweiten Weltkrieg lösten die Alliierten die Reichsärztekammer auf, ließen aber Neugründungen von Ärztekammern auf Bezirks- bzw. Landesebene zu, wie die der Ärztekammer Nordrhein am 27. Januar 1946.
Seitdem waren folgende Präsidenten für die Ärztekammer verantwortlich: Karl Hartmann (1946–1950), Rudolf Weise (1950–1961), Alfred Consten (1961–1969), Friedrich-Wilhelm Koch (1969–1981), Horst Bourmer (1981–1993), Jörg-Dietrich Hoppe (1993–2011), Rudolf Henke (2011–2024), Sven Dreyer (seit 2024).